# دیده‌بان شفافیت و عدالت
دیده‌بان شفافیت و عدالت یک سازمان مردم نهاد (سمن) مبارزه با فساد منتسب به اصولگرایان  است که با هدف «شفاف سازی هر نوع سوءاستفاده از اختیارات و قوانین، برای کسب منافع شخصی و گروهی که مصداق فساد می‌باشد»، در شهریور ۱۳۹۴ تأسیس شده‌است. این سازمان از طریق وبسایت خود گزارش‌های مردمی پیرامون هر گونه فساد را دریافت می‌کند و همچنین در هر فسادی که دست کم یک سوی آن مقامات حقیقی یا حقوقی حکومتی باشند جهت رسیدگی ورود می‌کند. این سازمان بجز تهران در سایر استانهای کشور نیز دفتر دارد. از جمله موضع‌گیری‌های این سازمان میتوان به هشدار نسبت به تاثیر معدل در کنکور سراسری ، منع تحصیل 134 دانشجو از دامپزشکی به پزشکی،  حذف سهمیه های هیئت علمی ، پیگیری های نظام وظیفه در مورد داوطلبان کنکور سراسری اشاره کرد.
دیده‌بان شفافیت و عدالت از وزیر بهداشت خواست طرح انتقال دانشجویان پزشکی خارج به داخل کشور را به دلیل تبعیض فاحش لغو کند.
این نهاد افشا کرد که اعضای هیئت رسیدگی به تخلفات مؤسسه ثامن همگی تحت فشار استعفا کردند.

## اعضای مؤسس
این سازمان به ابتکار و پیشنهاد احمد توکلی تأسیس شد. اعضای مؤسس این سازمان بدین شرح معرفی شدند:
- احمد توکلی نماینده تهران
- محمدحسین حسین‌زاده بحرینی نماینده مشهد،
- محمد دهقان نماینده طرقبه،
- محمود فرشیدی وزیر اسبق آموزش و پرورش،
- سروری عضو شورای شهر تهران
- کوثری نماینده وقت تهران
- الیاس نادران نماینده وقت تهران،
- مرتضی نبوی عضو مجمع تشخیص مصلحت نظام،
- نجابت نماینده تهران
- احمد امیرآبادی فراهانی نماینده مردم قم در دوره نهم و دهم

## شکایت از مقامات و سازمانهای حکومتی
دیده‌بان شفافیت و عدالت به دلیل فساد سوی مدیریت و نقض حقوق مردم تا کنون از چندین سازمان و مقام حکومتی به دادگاه شکایت کرده‌است:
1. شکایت از معاون حسن روحانی :با مقاومت و کارشکنی مقامات حکومتی در برابر اجاری قانون و افشای میزان حقوق دریافتی مقامات و مسئولان عالیرتبه برای مردم، دیده‌بان عدالت و شفافیت اعلام کرد که از انصاری معاون حسن روحانی به دادگاه شکایت می‌کند. احمد توکلی در این باره گفت:[۹] گویی مسئولان هر سه قوه در تبانی نانوشته، به هر ترتیبی می‌خواهند ازاجرای این قانون فرار کنند در حالیکه طبق قانون مجازات اسلامی جلوگیری از اجرای قانون جرم شناخته شده و اگر باعث خسارت بشود آن خسارات نیز باید چند برابر جبران شود و مجازات سنگین تری دارد
2. شکایت از رئیس سازمان خصوصی‌سازی: این نهاد از پوری حسینی رئیس سازمان خصوصی‌سازی به دلیل حیف و میل بیت المال در جریان خصوصی‌سازی شکایت کرد.[۱۰]
3. شکایت از وزیر نفت؛ زنگنه؛ و وزارت نفت به دلیل رشوه خواری در پروژه همکاری با توتال فرانسه.[۱۰]
4. شکایت از رسول دیناروند رئیس وقت سازمان غذا و دارو به دلیل تخلفات گسترده در این عرصه.[۱۰]
5. شکایت از روسای بانک مرکزی در دوران دولت محمود احمدی‌نژاد و دولت حسن روحانی به دلیل مفاسد موسسات مالی و اعتباری و بازار ارز.[۱۰]
6. شکایت از آخوندی وزیر مسکن دولت حسن روحانی: این سازمان از آخوندی به دلیل کارشکنی در جریان در یافت مالیات از خانه‌های خالی شکایت کرد.
7. شکایت از رئیس سازمان جنگلها در دولت حسن روحانی که در حمایت از زمین خواران ارزیابی شده‌است.[۱۰]
8. شکایت از دانشگاه تهران به دلیل تصرفات غیرقانونی در جریان طرح توسعه این دانشگاه.[۱۰]
9. شکایت از مسئولان استان قزوین به دلیل پرونده زمین خواری هفت سنگان.[۱۰]
10. شکایت از هیئت مدیره کانون وکلای مرکز[۱۱]
11. شکایت از خلیل آقایی رئیس سازمان جنگلها.[۷]

قوه قضائیه حاضر به رسیدگی به اغلب این شکایات نشده‌است و در آبان ۱۳۹۷ احمد توکلی مجدداً در نامه ای به منتظری دادستان کل کشور خواستار تسریع در رسیدگی به این شکایات شد.

## شکایت بانک مرکزی از رئیس نهاد و تبرئه وی
بنیانگذار و رئیس دیده‌بان شفافیت و عدالت در یک کنفرانس خبری ضمن بررسی تخلفات بانک مرکزی در جریان تأسیس و فعالیت غیرقانونی مؤسسه مالی اعتباری فرشتگان که باعث آسیب به هزاران مال باخته شد گفت :
این افراد که نامبرده شد (مقامات بانک مرکزی) همچنین در جرم کلاهبرداری معاون جرم هستند زیرا به مؤسسه فرشتگان برخلاف قانون اجازه دادند از عبارت تحت نظارت بانک مرکزی استفاده کند.
در پی این مصاحبه بانک مرکزی به اتهام تشویش اذهان عمومی از احمد توکلی شکایت که دادگاه با وارد ندانستن ادعاهای بانک مرکزی احمد توکلی رئیس دیده‌بان شفافیت و عدالت را تبرئه کرد.

## اعتراض به آزادی ۲ نماینده بازداشتی
رئیس نهاد در نامه ای به لاریجانی رئیس مجلس نوشت «آیا صلاح است رئیس مجلس برای دو نماینده‌ای توصیه کند که از یک سال پیش از آن، از اتهامات مالی آن دو باخبر بوده‌است؟ دو نماینده‌ای که با اعمال نفوذ به نفع مجرمان خائن و اخلال‌گر در بازار خودرو شریک در جرمشان هستند و با دادن کارت بانکی خود به آن دو اخلال‌گر، اجازه دادند آن دو مجرم با دارایی آنها (از کجا آورده بودند؟) سوداگری و اخلال در بازار سکه و طلا را نیز انجام دهند تا بر ثروت حرام دو طرف بیفزایند.»
وی به لاریجانی توصیه کرد مانع ورود دو نماینده به مجلس شود.

## دفاع از حق اعتراض
پس از افزایش قیمت بنزین و بروز اعتراضات در کشور این نهاد در بیانیه ای از اقدام دیوان عدالت اداری مبنی بر رد کردن قانون مصوب دولت در سال ۱۳۹۷ مبنی بر اختصاص دادن مکانی برای اعترضا مسالمت آمیز مردم انتقاد کرد. همچنین از از صداوسیما به دلیل عدم انعکاس دیدگاه مردم نیز انتقاد شده‌است.